# Miyu Matsuki
Miyu Matsuki  (松来 未祐?, Matsuki Miyu), pseudonimo di Mieko Matsuki (松木 美愛子?, Matsuki Mieko; Kure, 14 settembre 1977 – Tokyo, 27 ottobre 2015), è stata una doppiatrice giapponese.
Ha partecipato al doppiaggio di numerosi anime tra cui Claymore, Fate/kaleid liner Prisma Illya, Maria Holic, Pretty Cure Splash☆Star e Romeo × Juliet.
Nel luglio 2015 si è ritirata dall'attività a causa di una polmonite. È morta il 27 ottobre all'età di 38 anni.

## Ruoli interpretati

### Serie animate
- Aria the Natural (Ayane)
- Carnival Phantasm (Hisui)
- Claymore (Flora)
- Dragon Drive (Sue)
- Fate/kaleid Iiner Prima Illya (Magical Sapphire)
- Romeo × Juliet (Cordelia)
- Sayonara, Zetsubou-Sensei (Harumi Fujiyoshi)
- Shimoneta (Anna Nishikinomiya)
- Space Dandy (Katie)

### Videogiochi
- Atelier Iris 3: Grand Phantasm (Iris Fortner)
- Castlevania Judgment (Maria Renard)
- Dungeon Travelers 2: The Royal Library & the Monster Seal (Maid-Sensei)
- Genji: Days of the Blade (Miyahime)
- Melty Blood (Hisui, Mech-Hisui)
- Melty Blood Act Cadenza (Hisui, Mech-Hisui)
- Melty Blood Actress Again (Hisui, Mech-Hisui)
- Musashi: Samurai Legend (Fontina)
- Persona 5 (Chihaya Mifune)
- Phantom Breaker (Waka Kumon)
- Phantom Breaker: Battle Grounds (Waka Kumon)
- Super Robot Wars Alpha 3 (Minaki Tomine)
- Tales of Zestiria (Lailah)
- The Legend of Heroes: Trails of Cold Steel (Claire Rieveldt)
- The Legend of Heroes: Trails of Cold Steel II (Claire Rieveldt)
- The Legend of Heroes: Akatsuki no Kiseki (Claire Rieveldt)